# Новосад, Александр Степанович
Александр Степанович Новосад (род. 3 февраля 1954) — советский хоккеист, вратарь.
Воспитанник новокузнецкого «Металлурга», играл за команду в первой лиге в сезонах 1971/72 — 1972/73. В сезоне 1973/74 — в составе СКА (Новосибирск). Четыре сезона отыграл в команде высшей лиги СКА (Ленинград). В сезоне 1978/79 выступал за клуб второй лиги «Судостроитель» Ленинград.